# Gołota

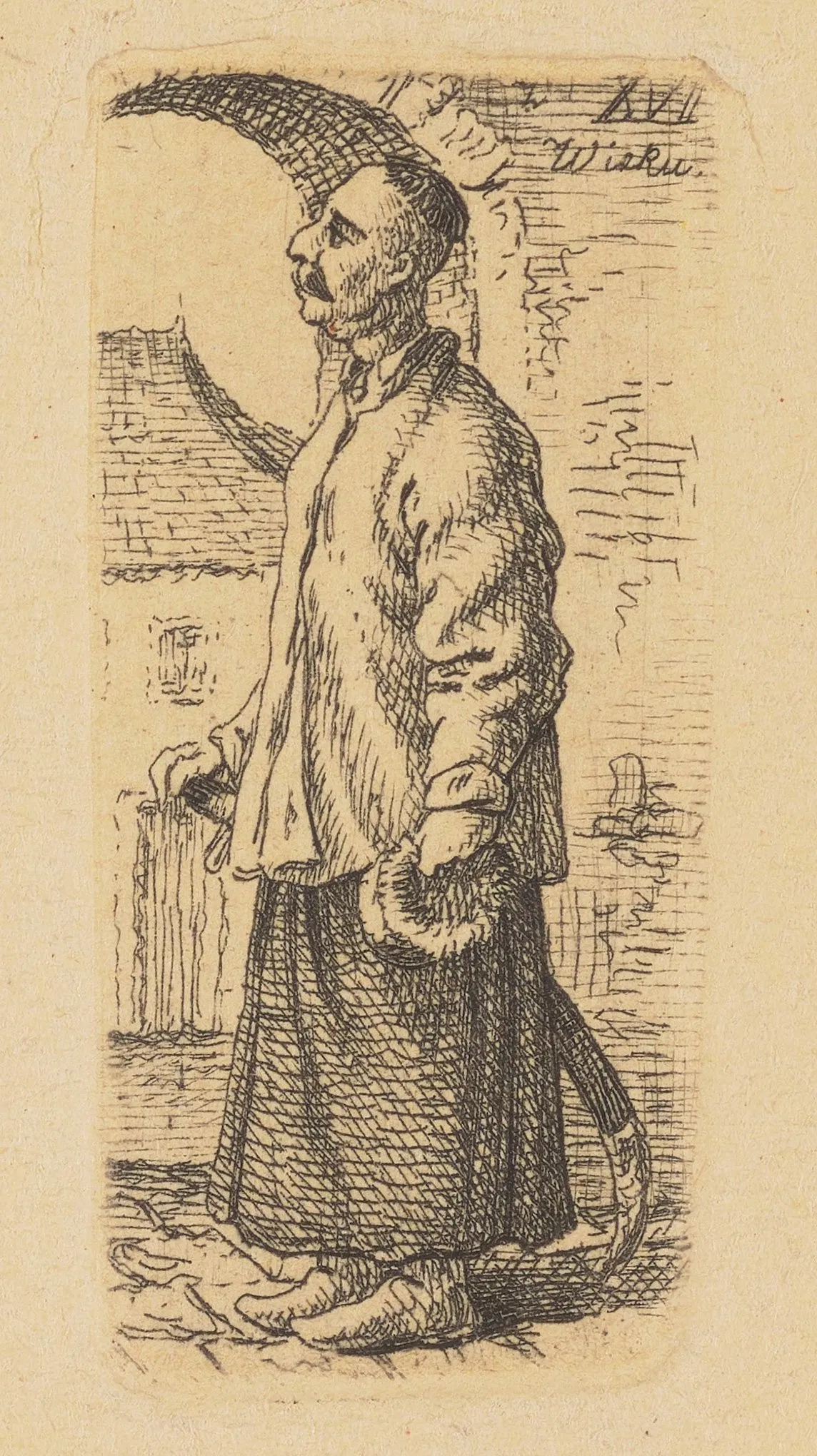
Kajetan Kielisiński, Ubogi szlachcic

Gołota, gołota szlachecka, szlachta gołota – uboga grupa społeczna legitymująca się szlacheckim rodowodem, lecz nieposiadająca ziemi. Nie płacili podatku od majątków ziemskich, ale podlegali tak zwanemu pogłównemu generalnemu.

## Historia
W potwierdzeniu przez króla Aleksandra Jagiellończyka praw ziemi krakowskiej w 1505 roku występuje odartus alias hołota. Termin szlachta, co zgołociała, zapisany w uchwale sejmu 1578 roku oznaczał szlachtę, która sprzedała dobra ziemskie, osiadła w miastach i żyła z lichwy.
Chcąc zapewnić sobie środki do życia, gołota dawała się przekupywać magnatom i swoimi głosami pomagała im na sejmikach ziemskich i wolnych elekcjach. Najwięcej takiej szlachty mieszkało na Mazowszu i to właśnie ona miała olbrzymi wpływ na wybór króla, gdyż w przeciwieństwie do Litwinów czy Rusinów mogła przybyć pod Warszawę nawet piechotą. Niewykształcona, rozhulana i łatwo przekupna szlachta była utrapieniem dla kraju, dlatego też na Sejmie Czteroletnim została pozbawiona prawa głosu. Jej prawa były formalnie ograniczone. Szlachcic wywodzący się z gołoty nie mógł piastować urzędów, nie miał obowiązku uczestniczyć w pospolitym ruszeniu, nie korzystał też z przywileju nietykalności osobistej. Na tej kanwie powstało w Wielkim Księstwie Litewskim pogardliwe określenie hołota, które z czasem zmieniło znaczenie i zaczęło odnosić się do najniższych warstw społecznych.
O gołocie mawiano pogardliwie, że „czepia się pańskiej klamki”. Starali się o zatrudnienie w posiadłościach magnackich i duchownych najczęściej jako pracownicy fizyczni. Czasami pełnili funkcje administracyjne, ale te wymagały już pewnego wykształcenia.